# Война за независимость Намибии
Война за независимость Намибии, она же Южноафриканская пограничная война — вооружённый конфликт, продолжавшийся с 1966 по 1989 год на территории современной Намибии и Анголы. Началась борьба Организации народов Юго-Западной Африки (СВАПО) за независимость Намибии, в дальнейшем оказалась тесно связана с гражданской войной в Анголе. Боевые действия велись между ЮАР и организацией УНИТА с одной стороны, и партизанами СВАПО, ангольской и кубинской армиями с другой.

## Предпосылки
В 1915 году, во время Первой мировой войны, войска Южно-Африканского Союза (ЮАС, с 1961 года — ЮАР) оккупировали немецкую колонию Юго-Западная Африка. После завершения войны Лига Наций предоставила ЮАС мандат на управление этой территорией. После Второй мировой войны только что созданная Организация Объединённых Наций отклонила просьбу ЮАС о включении Юго-Западной Африки в её состав. В ответ на это ЮАС отказался от предложения ООН заменить мандат распущенной Лиги Наций новым, предусматривавшим международное наблюдение за управлением территории.
В 1960 году лидеры намибийских племён создали политическую организацию СВАПО, задекларировавшую своей целью добиться независимости страны. В 1962 году было создано военное крыло организации — Народной-освободительная армия Намибии (People’s Liberation Army of Namibia, PLAN; в советских источниках использовалась аббревиатура ПЛАН). В 1959 году колониальный режим ЮАР усилил репрессии, в результате чего многие руководители СВАПО покинули страну, а Сэм Нуйома заявил, что именно это подтолкнуло СВАПО к силовому ответу в виде вооружённой борьбы:26-27.

## Начало войны
Решение о начале вооруженной борьбы СВАПО приняла ещё в 1965 году, однако первое столкновение произошло 26 августа 1966 года между партизанами и силами южноафриканской полиции:37. В том же году ООН аннулировала мандат на управление Намибией. В 1967 году был создан Совет ООН по Намибии, а сама Намибия признана территорией, оккупированной ЮАР. В 1967 году СВАПО открыла фронт в области Каприви:39.
Первые несколько лет борьбу с повстанцами вела в основном южноафриканская полиция. Именно в это время было сформировано специальное противоповстанческое подразделение Koevoet. Однако по мере усиления СВАПО в начале 1970-х годов для борьбы с намибийскими партизанами впервые были применены вооружённые силы ЮАР — Южно-Африканские силы обороны (ЮАСО). Сильный удар по ПЛАН нанесло изменение внешнеполитической обстановки — в марте 1976 года на базе в Замбии около границы с Намибией вспыхнул мятеж: рядовые бойцы требовали от руководства дать им оружие и направить на фронт:45. В ответ власти Замбии арестовали лидеров мятежа и в 1978 году передали их Танзании:45.
В 1971—1972 годах в Намибии прошла всеобщая забастовка рабочих овамбо, в которой участвовали более 30 тыс. человек по всей стране:40. Начались переговоры, итогом которых стало упразднение агентства по найму СВАНЛА, рабочие теперь смогли выбирать себе рабочее место, получили право (как и хозяева) на разрыв трудового контракта в любое время, работодателей обязали оказывать рабочим медицинскую помощь:40-41. Часть бастующих отказалась прекратить борьбу — были направлены вооружённые силы, которые убили 10 человек, а в Овамболенде ввели чрезвычайное положение:41.

## Бои в Анголе
В 1975 году граничащая с Намибией на севере Ангола получила независимость от Португалии. Фактически ещё до формального провозглашения независимости в Анголе разгорелась гражданская война между несколькими военно-политическими организациями. Одной из них была МПЛА, придерживавшаяся социалистической ориентации. Ей противостояли группировки УНИТА и ФНЛА. Ситуация в Анголе вызвала крайнюю озабоченность руководства ЮАР, поскольку МПЛА в Анголе могло предоставить опорную базу партизанам СВАПО,:45 ведущим борьбу за независимость своей страны. В связи с этим ЮАР начала оказывать военную помощь УНИТА, а в октябре 1975 года ввела в Анголу свою регулярную армию (операция «Savannah»). Южноафриканской армии не удалось достичь столицы страны Луанды: в последний момент на помощь МПЛА пришли срочно переброшенные в Анголу кубинские войска, сумевшие остановить продвижение южноафриканцев на подступах к Луанде.
С этого момента войны в Анголе и Намибии были тесно взаимосвязаны друг с другом. МПЛА, ставшая правящей партией в Анголе, пользовалась поддержкой кубинского военного контингента и получала значительную военную и экономическую помощь из СССР. В Анголе находились и военные советники из СССР и стран Восточной Европы. ЮАР вывела свои войска из Анголы в феврале 1976 года, однако продолжала поддерживать УНИТА, развернувшую партизанскую войну против правительства МПЛА. В свою очередь, Ангола предоставила свою территорию для лагерей беженцев из Намибии. Намибийские партизаны пересекали границу и вели боевые действия против войск ЮАР в Намибии. Например, в 1976 году около сотни намибийских бойцов из Замбии через Танзанию и Мозамбик вместе с контингентом, обученным китайцами, прибыли в Луанду, а к концу 1977 года временная штаб-квартира СВАПО была переведена из Лусаки в столицу Анголы:45.

## Ход боевых действий
Развитие политических событий вокруг Намибии носило для ЮАР крайне неблагоприятный характер. В связи с оккупацией соседней территории, равно как и проводимой политикой апартеида, страна регулярно подвергалась критике со стороны международных организацией и политических деятелей разных стран. В 1976 году ООН признала СВАПО единственным законным представителем намибийского народа, в 1977 году было введено международное эмбарго на поставку в ЮАР оружия, в 1978 году принята резолюция ООН 435, утвердившая план по предоставлению независимости Намибии. Создание в ноябре 1977 года Демократического альянса Турнхалле (DTA) — коалиции умеренно-консервативных этноплеменных организаций, готовых к сотрудничеству с ЮАР — не стабилизировало ситуацию. В марте 1978 года был застрелен президент DTA Клеменс Капууо. Его преемник Корнелиус Нджоба в 1983 году погиб в результате взрыва.
Военные действия развивались более благоприятно. Южно-Африканские силы обороны, несмотря на достаточно небольшую численность и ограниченные технические ресурсы (особенно после введения эмбарго), являлись наиболее боеспособной армией юга Африки. В ходе войны был получен огромный опыт ведения боевых действий в пустыне. Боевые действия проводились малыми силами с обеих сторон. Партизаны совершали небольшие акции (нападения на патрули, миномётные обстрелы баз и т. д.) и стремились быстро отступить на территорию Анголы. В свою очередь, южноафриканские войска широко применяли специальные подразделения для своевременного обнаружения и ликвидации партизанских отрядов. В ходе антипартизанских операций войсками ЮАР впервые в мировой практике были использованы автомобили MRAP.
Однако если найти и уничтожить противника было вполне выполнимой задачей, то прекратить пополнение рядов ПЛАН за счёт постоянного притока беженцев было невозможно. Чтобы нанести противнику максимальный урон, южноафриканская армия начала проводить рейды против базовых лагерей ПЛАН на юге Анголы. Первый такой рейд (и один из наиболее резонансных) был осуществлён 4 мая 1978 года (операция «Reindeer»). Зачастую южноафриканским подразделениям во время этих рейдов приходилось вступать в бой с регулярной ангольской армией, а в 1981 году на территории Анголы был взят в плен советский военный советник.
Самыми известными операциями ЮАР на территории Анголы были «Protea» (1981) и «Askari» (1983); кроме них, был проведён ряд более мелких операций. Армия Родезии вела войну против местных партизанских движений (до 1979). Таким образом, с учётом гражданской войны в Мозамбике, в 1970—1980-е годы почти весь юг Африки был охвачен военными действиями. С этим связано возникновение понятия «прифронтовые государства», относившегося ко всем государствам, граничившим с Намибией, ЮАР и Родезией.
Кульминацией «пограничной войны» стала битва при Куито-Куанавале, проходившая с осени 1987 по весну 1988 года. По итогам этого сражения, самого крупного за всю войну, обе стороны, и ЮАР, и Куба, объявили о своей победе.

## Завершение войны
Общее изменение международной обстановки и демонстрация Кубой при Куито-Куанавале своей решимости защищать Анголу сделали реальными возможность мирных переговоров о дальнейшей судьбе Намибии и о прекращении боевых действий на юге Африки в целом.
В мае 1988 года в Лондоне, при посредничестве США и в присутствии советских наблюдателей, начались переговоры между представителями ЮАР, Анголы и Кубы.
В августе южноафриканские войска покинули Анголу.
22 декабря 1988 в штаб-квартире ООН в Нью-Йорке было подписано соглашение о передаче Намибии под контроль Организации Объединённых Наций.
Выполнение резолюции ООН 435  началось 1 апреля 1989 года. На этот день было намечено начало репатриации намибийских беженцев из Анголы, однако по неизвестным причинам границу пересекли не беженцы, а вооружённые отряды ПЛАН. Получив разрешение представителя ООН, Южно-Африканские силы обороны развернули операцию против партизан. Несмотря на это происшествие, дальнейшие события полностью соответствовали переходному плану ООН.
В стране были проведены всеобщие выборы, на которых решительную победу одержала СВАПО. Её лидер Сэм Нуйома стал первым президентом страны.
21 марта 1990 года Намибия получила независимость.